# Klassik Stiftung Weimar
Klassik Stiftung Weimar (Fundacja klasycyzm w Weimarze) utworzona 1 stycznia 2003 r. powstała z połączenia dawnej fundacji Stiftung Weimarer Klassik i instytutu Kunstsammlungen zu Weimar (Zbiory Sztuki w Weimarze). Początki obecnej fundacji wywodzą się ze założonych w roku 1885 muzeum narodowego Goethego oraz archiwum Goethego i Schillera.
Najważniejsze zadania fundacji Klassik Stiftung Weimar polegają na tym, aby:
- posiadane zasoby zachować i uzupełniać, również historyczne budynki, zabytkowe budowle i parki;
- zasoby archiwalne, biblioteczne i muzealne rozpoznawać i prowadzić ich dotyczące badania, wspomagać międzynarodowe przedsięwzięcia badawcze;
- zasoby aktualizowane na bieżąco udostępniać ogółowi w różnorodny sposób, również poprzez planowanie i realizację wystaw i imprez.

Jednocześnie Fundacja stawia sobie jako cel tworzenie pomostu między klasycystyczną spuścizną a współczesną sztuką i nauką oraz tworzenie warunków do rozpatrywania aktualnych zagadnień w duchu tradycji.